# Sac Jackie
Pour les articles homonymes, voir Jackie.
Le sac Jackie est un sac à main emblématique de l'entreprise italienne Gucci datant du milieu des années 1950. En 1964, Jacqueline Kennedy-Onassis commande six exemplaires du sac qui apparaît alors de nombreuses fois en photo, porté à l'épaule. Le sac est renommé du diminutif « Jackie » à la fin des années 1960.